# Eustrotia diascia
Eustrotia diascia là một loài bướm đêm trong họ Noctuidae.